# Tuber melanosporum
Tuber melanosporum (Carlo Vittadini, 1831) din încrengătura Ascomycota în familia Tuberaceae și de genul Tuber, denumit în popor între altele trufă neagră de Perigord, trufă de iarnă, perlă neagră, trufă neagră franceză  sau diamantul negru al pământului, este o ciupercă comestibilă care coabitează cu rădăcinile de arbori, formând micorize. Acest soi se dezvoltă spontan și în România, crescând subteran în grupuri de până la 15 exemplare în sol calcaros și nisipos, de obicei pe rădăcinile superficiale ale stejarului, mai rar în apropierea carpenului, fagului, teiului sau de asemenea alunului. Deși bureții încep să crească din primăvară când au mărimea unui bob de mazăre, timpul recoltării este din noiembrie până în martie.

## Taxonomie
Specia a fost descoperită și descrisă pentru prima dată de micologul italian Carlo Vittadini de verificat în lucrarea sa Monographia Tuberacearum din 1831. Acest taxon este valabil până în prezent (2019).
Singura altă încercare de redenumire, anume cea a micologului francez René Joseph Justin Ferry (1845-1924) din 1892, nu a fost folosită niciodată și este astfel neglijabilă.

## Descriere

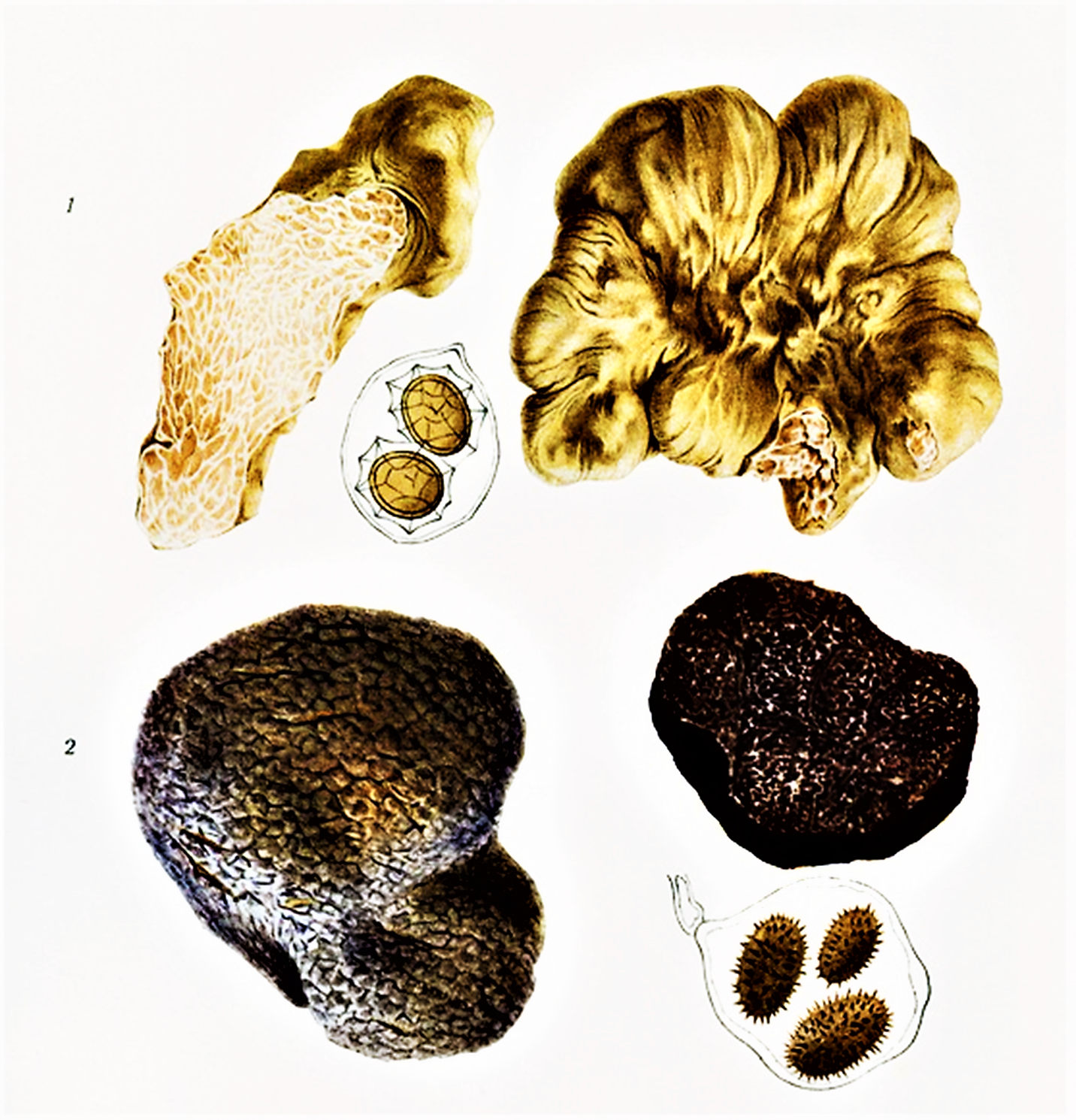
Bres.: T. melanosporum (2)

- Corpul fructifer: se dezvoltă subteran, de obicei la o adâncime cuprinsă între 3-12 cm, uneori și mai adânc. Are un diametru de 3-6 (10) cm, fiind neregulat rotund sau ovoidal în forma unui tubercul de cartof, mărimea fiind în funcție de natura solului în care acestea cresc. Peridia (înveliș al corpului de fructificație la unele ciuperci[9]) care nu poate fi decojită, este verucoasă, acoperită cu negi iregulari destul de proeminenți, poligonali, groși de 3-5 mm. Coloritul este de culoare închisă, neagră-albăstruie, brun-violaceu-negricioasă până negru-brună. Gleba este inițial albicioasă, dar schimbă în cenușiu-roșiatic, apoi la brun-roșiatic până la negru-violaceu. Ea este străbătută de vine ramificate, labirintice sterile albicioase până deschis maronii, care delimitează zonele căptușite cu stratul himeniaic, dând interiorului un aspect de marmură.
- Piciorul:  nu există.
- Carnea (gleba): este fermă și compactă, mirosul fiind foarte aromatic, amintind de  căpșuni, pământ umed sau fructe uscate cu note de ciocolată și gustul extrem de savuros.[5][6]
- Caracteristici microscopice: are spori ovoidali-elipsoidali, hialini (translucizi), țepoși, reticulați, având o mărime de 30-40 x 22-30  microni. Pulberea lor este închis brun. Ascele sunt groase, de forma unui măciuci, măsurând 90-140 µm x 80-120 microni. Ele conțin 3-4, mai rar chiar și 6 spori.[10]
- Reacții chimice: nu sunt cunoscute.[5][6]

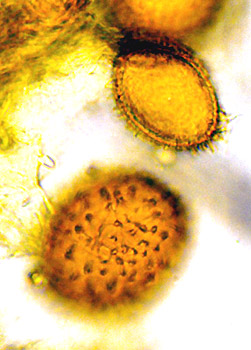
T. melanosporum, spori
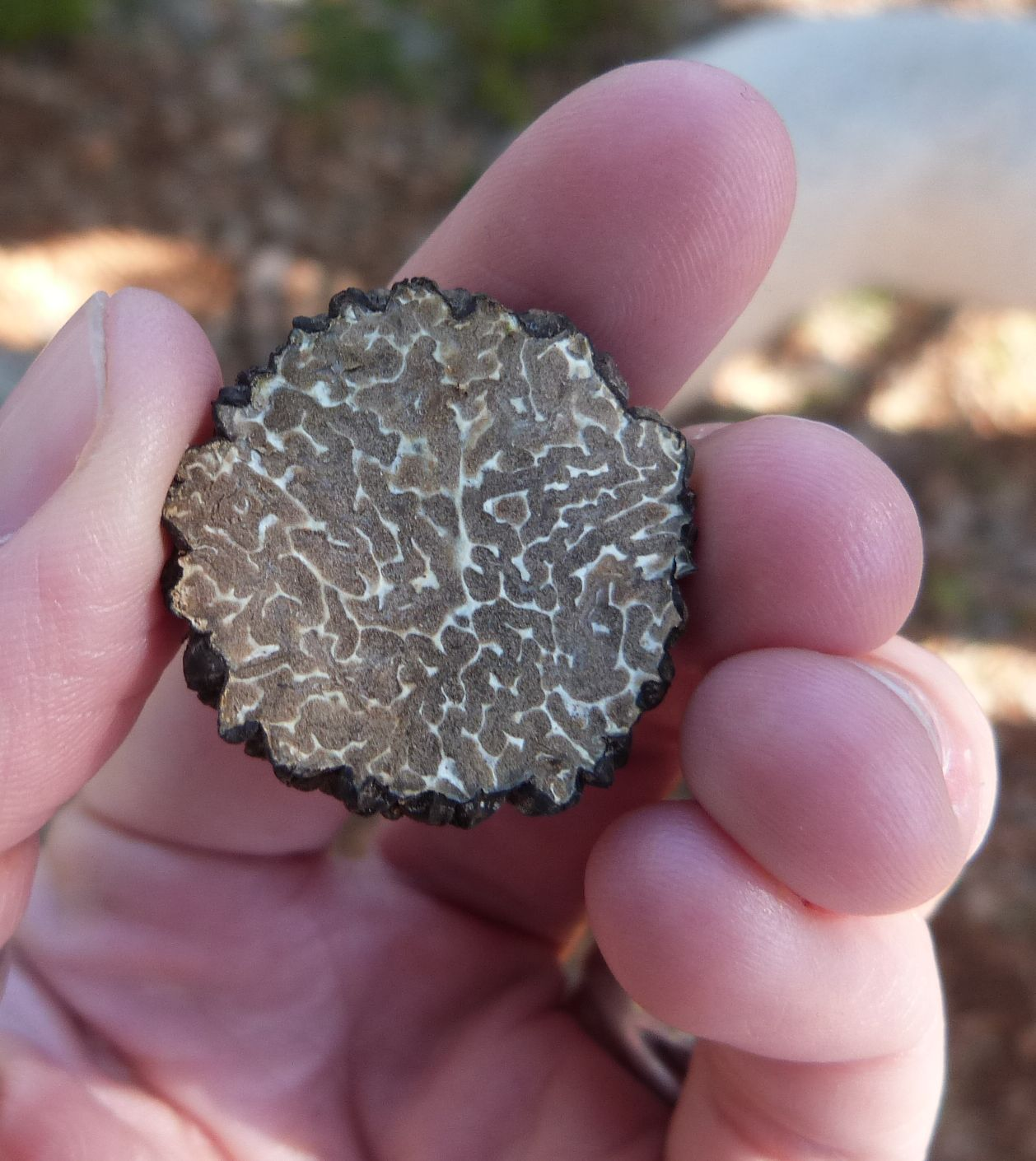
T. melanosporum, secțiune longitudinală
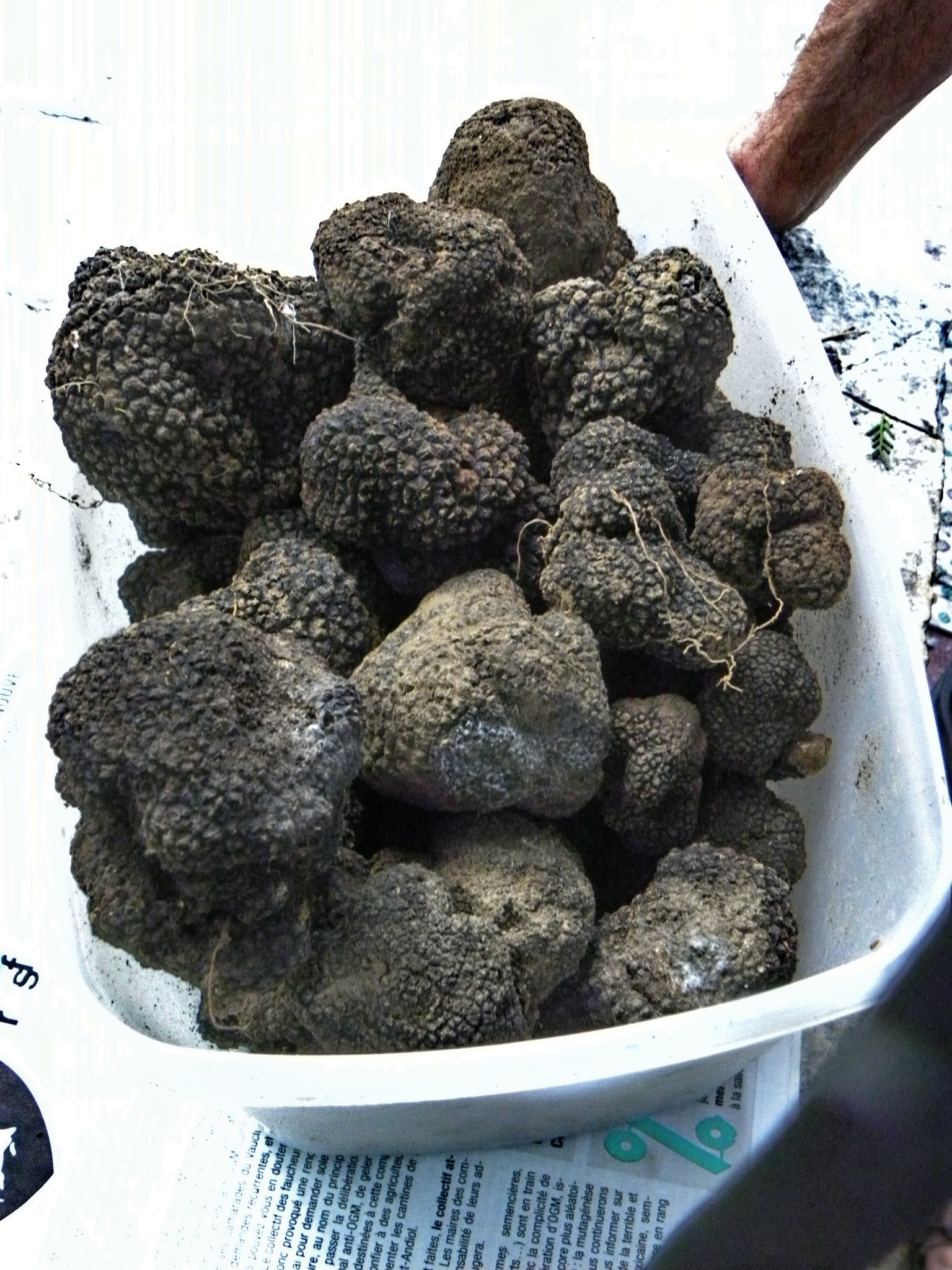
T. melanosporum în diverse forme și mărimi

## Specificitate
Pentru descoperirea trufelor dezvoltate adânc în pământ este nevoie de câini sau porci (aceștia cu botniță, de altfel le-ar mânca) dresați pentru această treabă, iar exemplarele care cresc mai apropiate de suprafață pot fi depistate după prezența a lui Leiodes cinnamomea (gândac de trufă) sau a muștelor de trufă de genul Heleomyza (Heleomyza serrata, Helomyza tuberivora) sau de genul Suillia (Suillia affinis, Suillia fuscicornis). Aroma din trufe conține steroizi similari cu cei produși de o scroafă în călduri, de aici sârguința cu care caută porcii aceste daruri ale naturii.

## Confuzii
Această specie poate doar fi confundată cu specii asemănătoare ale acestui gen, cu toate comestibile, cum sunt: Tuber aestivum, Tuber brumale, Tuber indicum, Tuber macrosporum, Tuber mesentericum sau Tuber uncinatum.

## Specii asemănătoare în imagini

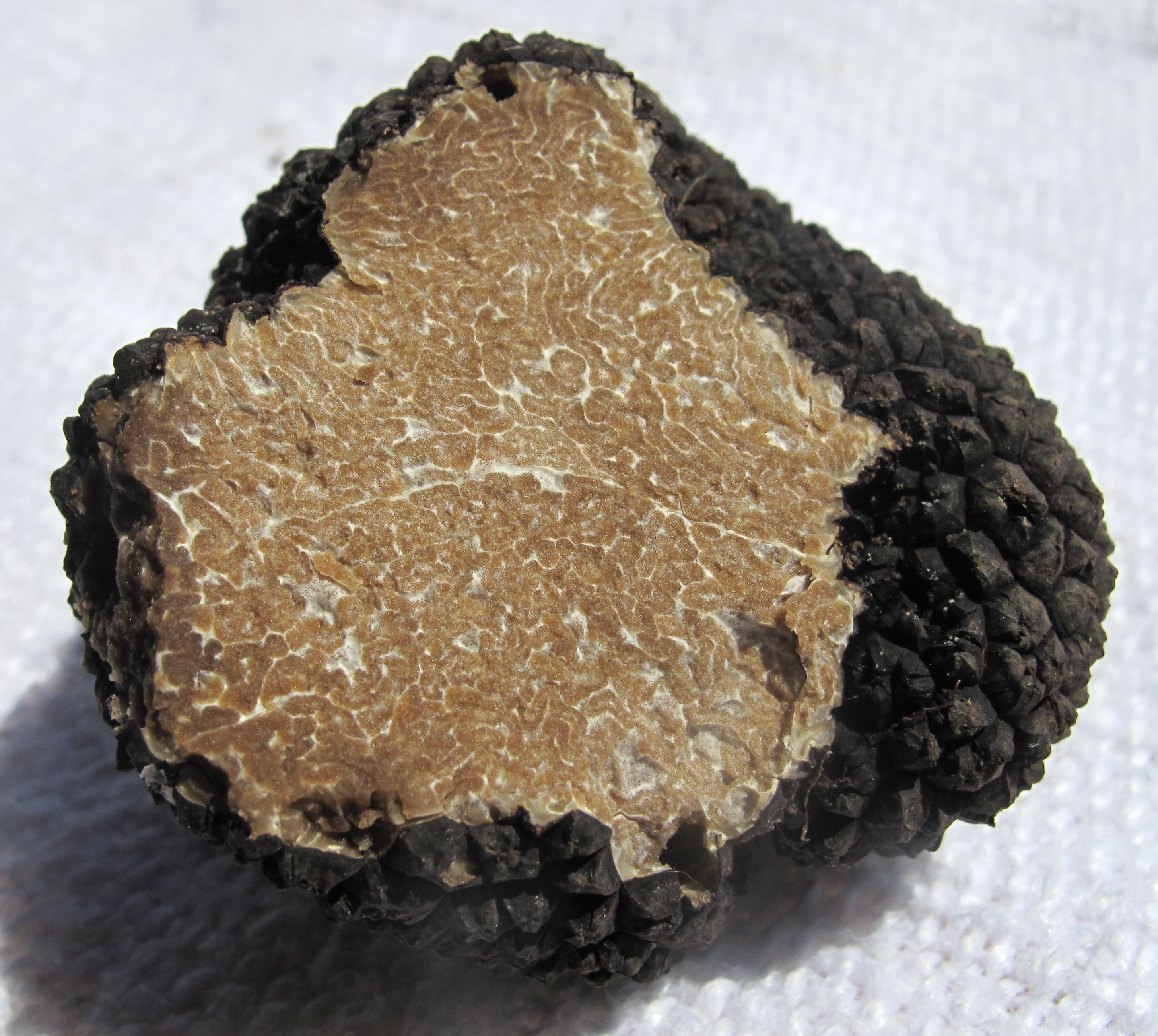
Tuber aestivum
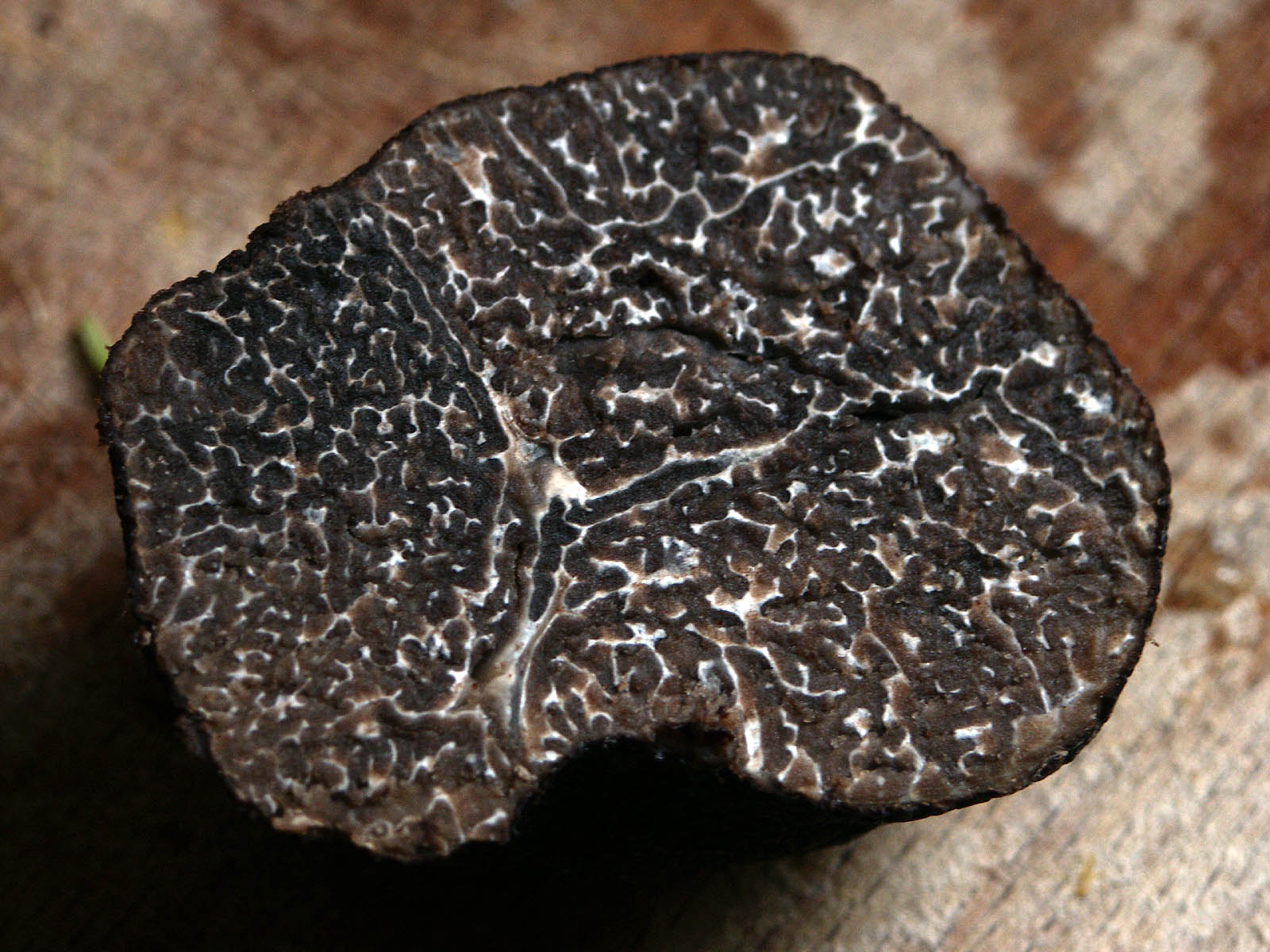
Tuber brumale
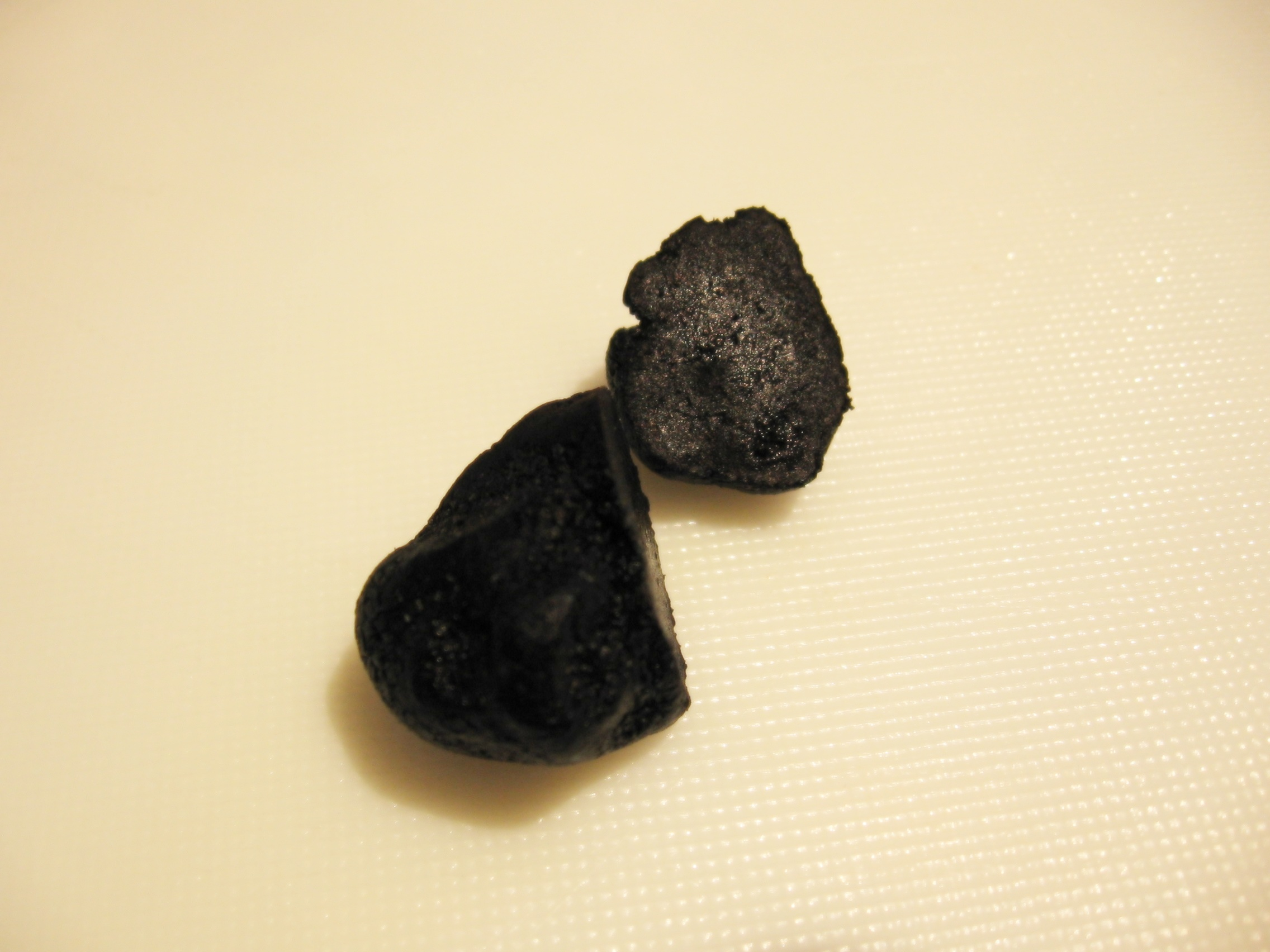
Tuber indicum
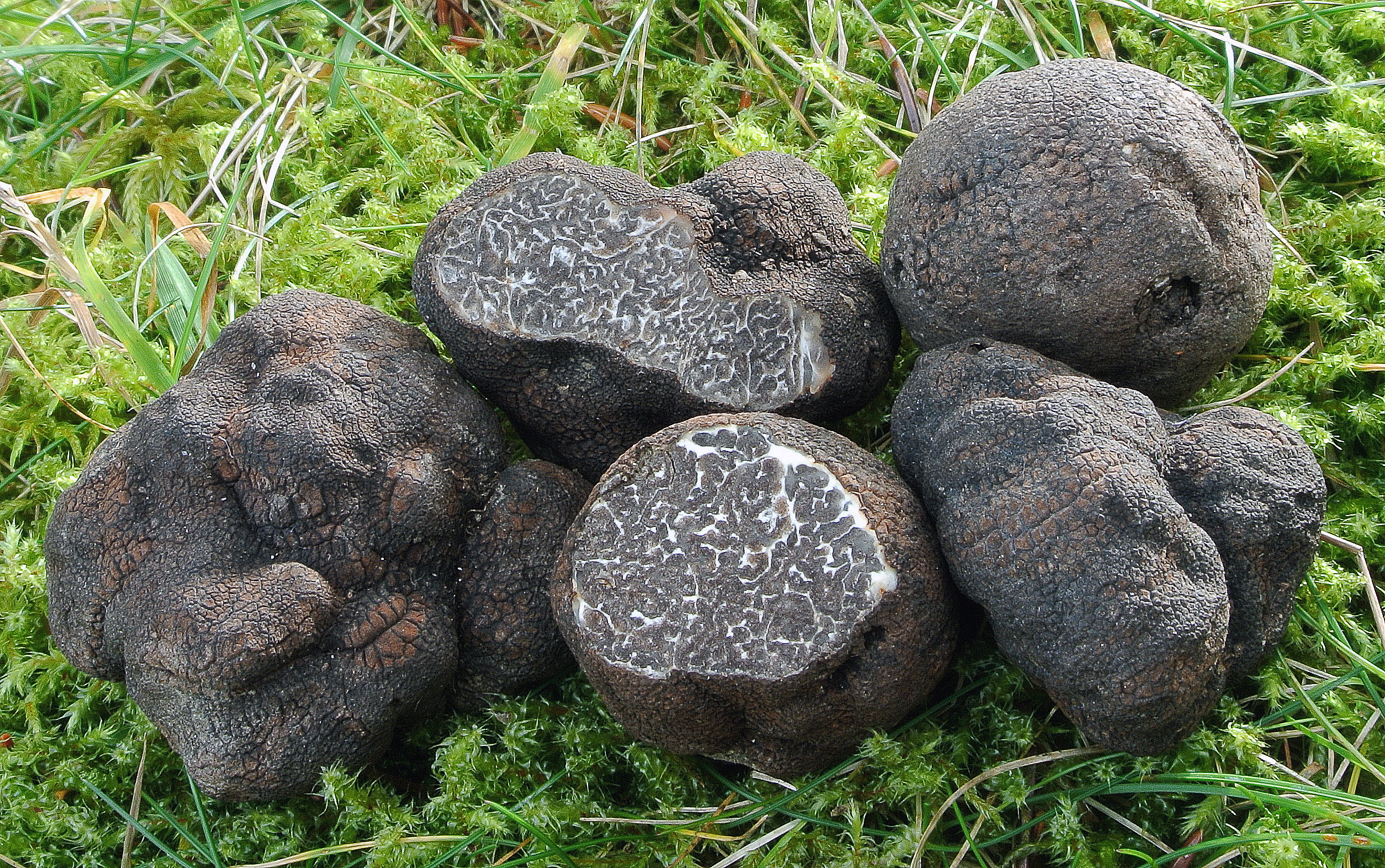
Tuber macrosporum
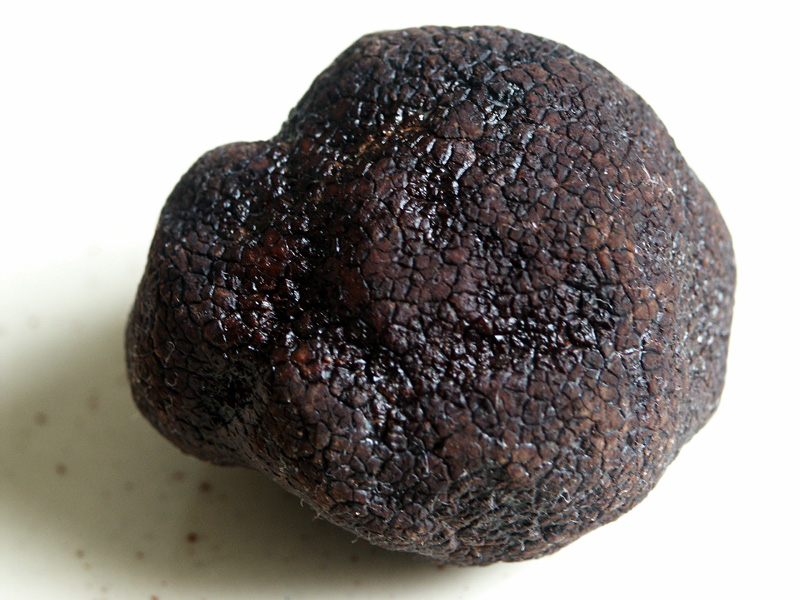
Tuber melanosporum
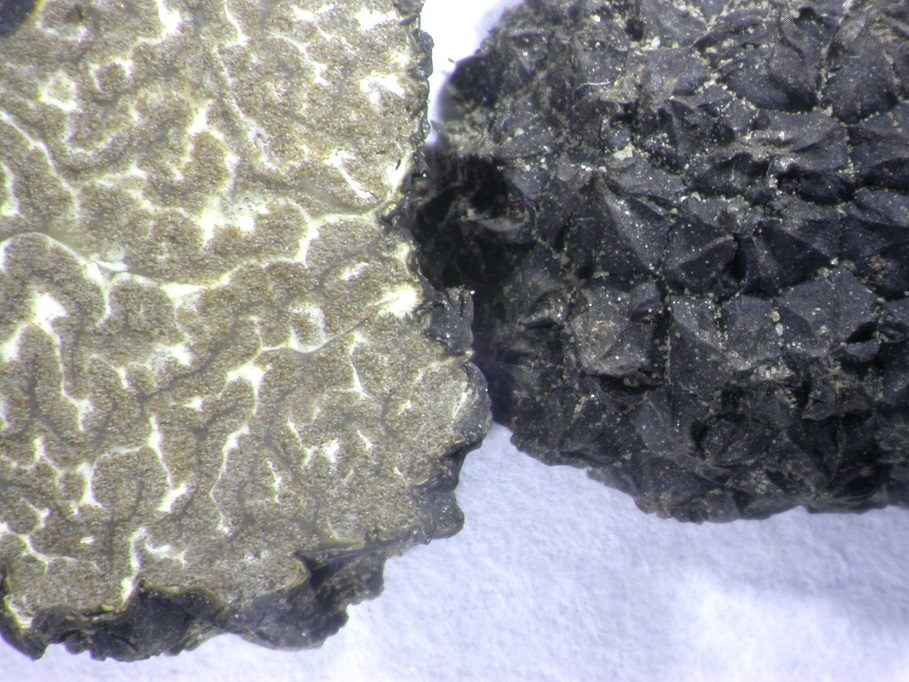
Tuber mesentericum
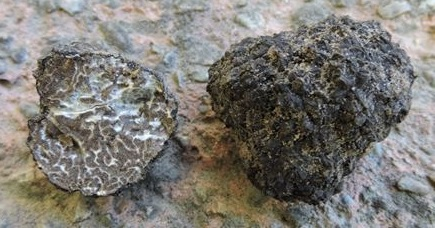
Tuber uncinatum

## Valorificare

### Valoare alimentară
Cu aparatura modernă din zilele noastre s-au identificat peste 200 de substanțe volatile în specia Tuber melanosporum. Această trufă (ca și altele) e sunt considerată un aliment complet datorită substanțelor pe care o conține venind în ajutorul digestiei. Prin aromele conținute satisface toate simțurile omului cu influențe pozitive asupra psihicului. Ea conține ca orice ciupercă 75-85% apă și numai 15-25% substanță uscată, 4,5 % proteine și 37 Kcal la 100 g trufe proaspete. În procente: 20,40 % substanță organică, 2,40 % azot, 2,20 % cenușă, 18,90 % acid fosforic, 2,40% acid sulfuric, 0,41% clor și iod, 7,48% carbonați, 8,85% magneziu, 23,77% potasiu, 0,60% sodiu, 7,50% peroxid de Fe și Al, 28,05% silice, 10,04% acid carbonic precum dioxid de Mg. Proteinele din trufe conțin următorii aminoacizi: leucină, treonină, lizină, metionină, triptofan, valină, fenilalanină, izoleucină, histidină precum și glucide solubile 0,17-0,36 %. Lipidele sunt în jur de 2% dintre care acizi grași nesăturați, esențiali și utili pentru a ține la valori normale colesterolul. În pereții celulari există un aminopolisaharid similar cu chitina din scheletul insectelor.

### Valoare medicinală
Toate trufele în alimentație nu provoacă niciodată alergii. Așa cum este normal nici trufele nu se lasă mai prejos, ele conțin pe lângă  proteine și lipide, săruri minerale (calciu, fier, zinc, potasiu, sodiu, clor, fosfor, magneziu și seleniu. Sunt bogate și în vitamine (A, B1, B2, B3,B5, D, C, K, E), dar mai conțin și chitină, acid linolenic, fibre și carbohidrați, uleiuri eterice. Iată câteva din beneficiile terapeutice ale trufelor. Acizii grași nesăturați și acizii grași esențiali și utili din trufe sunt utilizați în prevenirea a numeroase afecțiuni mai importante fiind: artrita și diabetul, inflamațiile colonului, cancer, hipertensiune arterială, nivel crescut de trigliceride. Astfel bolnavilor de diabet le este recomandat să consume trufe deoarece acestea conțin un aminopolizaharid care constituie un excelent remediu pentru cei care suferă de această afecțiune, iar cei care au colesterolul mărit este bine să consume trufe, pentru că acestea nu îl conțin deloc. Acidul linoleic face parte din familia de acizi omega, și are un important rol în lupta împotriva bolilor de inimă. Toate trufele, induc o stare de bună dispoziție, motiv pentru care sunt recomandate persoanelor care suferă de stres. Mai departe, fosforul din trufe este benefic pentru cei care suferă de boli ale oaselor, boli renale, epuizare fizică, boli para-tiroidiene. Magneziul din trufe are un rol esențial în contracția și relaxarea musculară. Ciupercile sunt folosite cu succes și în cosmetică. Din trufe se poate prepara o cremă de față care are rolul de împrospătare a tenului dar și de catifelare al acestuia. Melanina este o substanță care poate fi folosită cu succes în eliminarea petelor de pe piele.

### Valoare gastronomică
Aceste trufe sunt un produs natural proaspăt și ar trebui să fie consumate cât mai curând posibil, deoarece este de a acestor bunuri perisabile. Datorită faptului, că trufa de Perigord își menține aroma și gătită, ea poate fi folosită nu numai în stilul lui Tuber magnatum ci, de asemenea, pentru multe alte specialități culinare (vezi: legături externe sub mâncăruri cu trufe).

### Cultivarea
Un kilogram de trufe de Perigord costă între 1000-3000 €, dar prețul este diferit în fiecare an, fiind determinat  de producția realizată. De acea nu este surprinzător că se fac global mari eforturi pentru cultivarea lor. În prezent se cultivă în foarte multe țări care au condiții similare de sol și climă. Astfel, au început să fie cultivate nu numai în Italia și Franța, ci și în Noua Zeelandă, Australia, Maroc, Canada, Argentina, Chile, America de Nord. Primele recolte se obțin la 10-12 ani de la crearea culturii. Nu toate culturile trufiere efectuate au avut și rezultatele scontate. Momentan, recolta de trufe negre franceze a început să scadă din ce în ce mai mult, astfel că francezii au luat măsura înființării culturilor trufiere încă de acum câteva zeci de ani. Astăzi 80% din producția anuală de trufe negre franceze este din culturi trufiere.
Și la noi în țară au început să se facă culturi de trufe cu puieți micorizați aduși din Italia, Franța, puieți certificați și garantați de Institute de Cercetare din domeniul respectiv. Există firme care oferă puieți inoculați cu miceliu din trufa de Perigord, de verificat mai jos în rubrica "legături externe".

## Bibiliografie
- Marcel Bon: „Pareys Buch der Pilze”, Editura Kosmos, Halberstadt 2012, ISBN 978-3-440-13447-4
- Giacomo Bresadola: „Iconographia Mycologica, vol. XXV, Editura Società Botanica Italiana, Milano 1933
- Bruno Cetto, volumele 1-7
- Ewald Gerhard: „Der große BLV Pilzführer“ (cu 1200 de specii descrise și 1000 fotografii), Editura BLV Buchverlag GmbH & Co. KG, ediția a 9-a, München 2018, ISBN 978-3-8354-1839-4
- Andreas Gminder: „Handbuch für Pilzsammler - 340 Arten Mitteleuropas sicher bestimmen“, Editura Kosmos, Stuttgart 2008, ISBN 978-3-440-11472-8
- J. E. și M. Lange: „BLV Bestimmungsbuch - Pilze”, Editura BLV Verlagsgesellschaft, München, Berna Viena 1977, p. 116, ISBN 3-405-11568-2
- Hans E. Laux: „Der große Pilzführer, Editura Kosmos, Halberstadt 2001, ISBN 978-3-440-14530-2
- Gustav Lindau, Eberhard Ulbrich: „Die höheren Pilze, Basidiomycetes, mit Ausschluss der Brand- und Rostpilze”, Editura  J. Springer, Berlin 1928
- Meinhard Michael Moser: „Kleine Kryptogamenflora der Pilze – vol. II a.: „Höhere Phycomyceten und Ascomyceten”, Editura Gustav Fischer, Jena 1963
- Carlo Vittadini: „Monographia Tuberacearum, Editura Felice Rusconi, Milano 1831